# Збірна Канади з баскетболу
Збірна Канади з баскетболу (англ. Canada men's national basketball team) — національна баскетбольна команда, яка представляє Канаду на міжнародній баскетбольній арені.

## Статистика виступів

### Чемпіонати світу
- 1954 — 7 місце
- 1959 — 12 місце
- 1963 — 11 місце
- 1970 — 10 місце
- 1974 — 8 місце
- 1978 — 6 місце
- 1982 — 6 місце
- 1986 — 8 місце
- 1990 — 12 місце
- 1994 — 7 місце
- 1998 — 12 місце
- 2002 — 13 місце
- 2010 — 22 місце
- 2019 — 21 місце
- 2023 —  бронзовий призер

### Олімпійські ігри
| Рік       | Позиція                 | І                       | В                       | П                       |
| --------- | ----------------------- | ----------------------- | ----------------------- | ----------------------- |
| 1936      | 2-е місце               | 6                       | 5                       | 1                       |
| 1948      | 9-е місце               | 8                       | 6                       | 2                       |
| 1952      | 13-е місце              | 6                       | 3                       | 3                       |
| 1956      | 9-е місце               | 7                       | 5                       | 2                       |
| 1960      | Не пройшли кваліфікацію | Не пройшли кваліфікацію | Не пройшли кваліфікацію | Не пройшли кваліфікацію |
| 1964      | 14-е місце              | 9                       | 1                       | 8                       |
| 1968–1972 | Не пройшли кваліфікацію | Не пройшли кваліфікацію | Не пройшли кваліфікацію | Не пройшли кваліфікацію |
| 1976      | 4-е місце               | 7                       | 4                       | 3                       |
| 1980      | Бойкот                  | Бойкот                  | Бойкот                  | Бойкот                  |
| 1984      | 4-е місце               | 8                       | 4                       | 4                       |
| 1988      | 6-е місце               | 6                       | 2                       | 4                       |
| 1992–1996 | Не пройшли кваліфікацію | Не пройшли кваліфікацію | Не пройшли кваліфікацію | Не пройшли кваліфікацію |
| 2000      | 7-е місце               | 6                       | 4                       | 2                       |
| 2004–2020 | Не пройшли кваліфікацію | Не пройшли кваліфікацію | Не пройшли кваліфікацію | Не пройшли кваліфікацію |
| 2024      | 5-е місце               | 4                       | 3                       | 1                       |
| Разом     | 10/22                   | 67                      | 37                      | 30                      |

- — країна-господар фінального турніру

### Чемпіонат Америки
- 1980 —  Срібло
- 1984 —  Бронза
- 1988 —  Бронза
- 1989 — 5 місце
- 1992 — 5 місце
- 1993 — 7 місце
- 1995 — 4 місце
- 1997 — 5 місце
- 1999 —  Срібло
- 2001 —  Бронза
- 2003 — 4 місце
- 2005 — 9 місце
- 2007 — 5 місце
- 2009 — 4 місце
- 2011 — 6 місце
- 2013 — 6 місце
- 2015 —  Бронза
- 2017 — 8 місце
- 2022 — 4 місце